# Pawieł Walentienko
Pawieł Aleksandrowicz Walentienko, ros. Павел Александрович Валентенко (ur. 20 października 1987 w Niżniekamsku) – rosyjski hokeista, trener.

## Kariera zawodnicza
- Łada 2 Togliatti (2002-2003)
- Nieftiechimik 2 Niżniekamsk (2003-2006)
- Nieftiechimik Niżniekamsk (2005-2007)
- Hamilton Bulldogs (2007-2008)
- Dinamo Moskwa (2008-2010)
- Connecticut Whale (2010-2012)
- Awangard Omsk (2012-2013)
- Torpedo Niżny Nowogród (2013-2014)
- Jugra Chanty-Mansyjsk (2014-2015)
- Awangard Omsk (2015)
- Spartak Moskwa (2015-2016)
- Jugra Chanty-Mansyjsk (2016-2018)
- Jużnyj Urał Orsk (2018-2019)
- Jugra Chanty-Mansyjsk (2019-2020)

Wychowanek Nieftiechimika Niżniekamsk. Dwukrotnie występował w amerykańskiej lidze AHL. Od sierpnia 2013 zawodnik Torpedo Niżny Nowogród (w toku wymiany z Torpedo do Awangardu trafił za niego Dmitrij Worobjow; w przeszłości obaj razem rozpoczynali karierę w Ładzie Togliatti). Od grudnia 2014 zawodnik Jugry Chanty-Mansyjsk (wraz z nim Gieorgij Giełaszwili, w toku wymiany za Michaiła Biriukowa i Aleksieja Piepielajewa). Od maja 2015 zawodnik Awangardu Omsk (w toku wymiany za Władimira Pierwuszyna i Kiriłła Gawriliczewa. Zwolniony w grudniu 2015. Wówczas został zawodnikiem Spartaka Moskwa do kwietnia 2016. Od maja 2016 zawodnik Jugry. W sezonei 2018/2019 do stycznia 2019 był zawodnikiem Jużnego Urału Orsk, po czym powrócił do Jugry. W sezonie WHL 2019/2020 był kapitanem tej drużyny.

## Kariera trenerska
W maju 2022 został głównym trenerem kazachskiej drużyny Arłan Kokczetaw. Latem 2023 wszedł do sztabu zespołu SMO MHK Atłant Mytiszczi.

## Sukcesy
Reprezentacyjne
- Srebrny medal mistrzostw świata juniorów do lat 20: 2007

Klubowe
- Puchar Spenglera: 2008 z Dinamem Moskwa
- Srebrny medal mistrzostw Rosji: 2009 z Dinamem Moskwa